# Anthon Grimsmo
Anthon Grimsmo (ur. 5 czerwca 1968 w Oslo) – norweski curler. Brązowy medalista olimpijski i mistrzostw Europy.

## Osiągnięcia

### Igrzyska olimpijskie
W 1998 roku w Nagano zdobył brązowy medal, razem z Eigilem Ramsfjellem, Janem Thoresenem, Stig-Arne Gunnestadem i Tore Torvbråtenem.

### Mistrzostwa świata
W latach 1995 i 1996 brał udział w mistrzostwach świata w curlingu, pierwszy raz zawody zakończył na piątej lokacie, rok później jego drużyna była czwarta.

### Mistrzostwa Europy
Dwukrotnie brał udział w mistrzostwach Europy w curlingu, w roku 1995 jego drużyna zajęła 3. miejsce.